# Headin' home
Headin' home is het zesde studioalbum van Gary Wright als soloartiest. Het verscheen in juni 1979. Wellicht onder invloed van de toenmalige muziekstromingen liet Wright weer meer rockgeoriënteerde muziekinstrumenten zoals gitaren toe. Europa liet het album links liggen, in de Verenigde Staten deed het nog wel iets. Zijn singles en albums haalden in Nederland geen noteringen (meer).  

## Musici
Een hele rij aan musici werd ingeschakeld:
- Gary Wright – toetsinstrumenten, zang (op track 9 speelde hij alle muziekinstrumenten)
- Buzz Feiten – (akoestische) gitaar (2, 10)
- Steve Lukather – akoestische gitaar (1, 6, 8)
- Roland Bautista – gitaar (3)
- Fred Tackett – slaggitaar (1, 3)
- Hugh McCracken – slaggitaar (8)
- Bobby Lyle – toetsinstrumenten (1, 2, 7, 10)
- Michael Boddicker – toetsinstrumenten (3, 6)
- Neil Larsen – toetsinstrumenten (3)
- Jay Winding – toetsinstrumenten (2, 6)
- Alan White – slagwerk (1, 6, 10)
- Andy Newmark – slagwerk (2, 3, 8)
- Jeff Porcaro – slagwerk (4)
- Harvey Mason – slagwerk (5, 7)
- Paulinho da Costa – percussie (1)
- Audie Watkins – percussie (1, 6, 10)
- Lenny Castro – percussie (2, 6)
- Emil Richards – percussie (4, 10)
- Ralph Humphries – percussie (10)
- Jim Horn – saxofoon (1)
- David Crosby, Graham Nash – achtergrondzang (2)
- Vanetta Fields, Sherlie Matthews, Lorna Wright – achtergrondzang (3, 5, 10)
- Michael McDonald - achtergrondzang (6)

## Muziek
| Nr. | Titel                                                              | Duur |
| --- | ------------------------------------------------------------------ | ---- |
| 1.  | Keep love in your soul (Wright, Jamie Quinn)                       | 4:55 |
| 2.  | Love’s awake inside (Wright)                                       | 4:35 |
| 3.  | You don’t own me (Wright)                                          | 3:38 |
| 4.  | Moonbeams (Wright)                                                 | 3:31 |
| 5.  | Stand (Wright)                                                     | 3:52 |
| 6.  | I’m the one who’ll be by your side (Gary Wright, Christina Wright) | 4:14 |
| 7.  | Follow next to you (Wright)                                        | 4:35 |
| 8.  | I can feel you crying (Wright)                                     | 4:37 |
| 9.  | Let me feel your love again (Wright)                               | 2:35 |
| 10. | Love is why (Wright, Lorna Wright)                                 | 4:05 |